# Alyssa Reece
Alyssa Reece (Vancouver, 3 de mayo de 1986) es una actriz pornográfica canadiense.

## Carrera
Alyssa Reece ha comenzado su carrera como modelo a la edad de 17 años antes de debutar en la industria del cine pornográfico.

## Filmographie selectiva
El nombre de la película está seguido del nombre de sus socios durante las escenas pornográficas.
- 2004 : Her First Lesbian Sex 1 con Dahlia
- 2004 : Her First Lesbian Sex 2 con Giselle Royalle
- 2007 : Sex Kittens 31 con Janessa Jordan
- 2008 : Hot Teens Kissing 2 con Sochee Mala
- 2008 : Women Seeking Women 47 con Celeste Star
- 2009 : Women Seeking Women 52 con Jana Cova
- 2009 : Women Seeking Women 56 con Prinzzess
- 2009 : We Live Together.com 10 con Louisa Lanewood, Nikki LaMotta y Sammie Rodas
- 2009 : We Live Together.com 11 con Charlie Lana y Sammie Rodas
- 2009 : Molly's Life 2 con Celeste Star
- 2009 : Girlvana 5 con Cali Haze, Courtney Cummz, Emy Reyes, Jayden Jaymes, Julia Ann, Kim Kennedy, Kirra Lynne, Kylie Ireland, Lexi Stone, Lux Kassidy, Nikki Rodas, Raylene, Regan Reese y Skyla Paige
- 2010 : Women Seeking Women 64 con India Summer
- 2010 : We Live Together.com 14 con Kiara Diane y Sammie Rodas; con Molly Cavalli
- 2010 : We Live Together.com 16 con Clara G, Jayden Cole y Lux Kassidy
- 2010 : Lesbian Adventures: Wet Panties con Avy Scott
- 2010 : Girls Kissing Girls 4 con Samantha Ryan
- 2011 : We Live Together.com 19 con Jazy Berlín y Sammie Rodas
- 2011 : Lesbian Spotlight: Alyssa Reece con Charmane Star, Faye Reagan, Jessica Bangkok y Zoe Britton
- 2012 : Women Seeking Women 81 con India Summer
- 2012 : Girl Games 3 con Gianna Lynn
- 2013 : We Live Together.com 29 con Lily Carter y Malena Morgan
- 2013 : Lesbian Analingus 2
- 2013 : Girls Kissing Girls 12 con Sovereign Syre
- 2014 : We Live Together.com 32 con Cassie Lana
- 2014 : We Live Together.com 33 con Dani Daniels y Elisa
- 2015 : Be Mina con Lucy Li
- 2016 : Mature Attraction avec Dorothy Black et Taissia Shanti

## Premios y nominaciones
- Nominada a las AVN Awards de 2011 en la categoría Best All-Girl Three-Way Sex Scene para la película Malicia in Lalaland[2]
- Nominada a las AVN Awards de 2010 en la categoría Best All-Girl Group Sex Scene para la película Not Monday Night Fútbol XXX[3]